# Hamza al-Ghamdi
 (juillet 2017).
Hamza al-Ghamdi (en arabe : حمزة الغامدي, ou Alghamdi), né le 18 novembre 1980 et mort le 11 septembre 2001, a été identifié par le FBI comme l'un des pirates de l'air du vol 175 United Airlines et le plus jeune des terroristes avec Salem al-Hazmi qui prit part à l'attaque terroriste du 11 septembre 2001.

## Présentation
Hamza était originaire de la province isolée et peu développée de Al Bahah en Arabie Saoudite. Il appartenait à la même tribu que les pirates de l'air Saeed al-Ghamdi, Ahmed al-Ghamdi, et Ahmed al-Haznawi. Ces hommes ont été identifiés comme les plus extrémistes des terroristes du 11 septembre.
Des rapports indiquent que Hamza quitta sa famille pour aller combattre en Tchétchénie contre les russes en 2000, d'autres indiquent qu'il y aurait plutôt séjourné en 2001. Ce qui est certain c'est qu'il téléphona plusieurs fois à sa famille jusqu'au milieu de l'année 2001 disant qu'il se trouvait en Tchétchénie mais à ce jour aucune preuve concrète ne prouve qu'il y ait réellement séjourné.
Vers la fin 2000, Hamza part pour les Émirats arabes unis. Il achète des chèques de voyages présumés payés par Mustafa Ahmed al-Hawsawi, quatre autres terroristes passèrent aussi par les UAE et achetèrent également des chèques de voyages dont Majed Moqed, Saeed al-Ghamdi, Wail al-Shehri, Ahmed al-Haznawi et Ahmed al-Nami.
D'après l'enquête du FBI et la commission du 11 septembre, en janvier 2001, Hamza loua une boite postale à Delray Beach en Floride avec un autre pirate de l'air Mohand al-Shehri. Cependant, Hamza n'entra aux États-Unis que le 28 mai 2001 avec Mohand et Abdulaziz Al-Omari sur un vol en provenance de Londres.
En mars 2001, Hamza était filmé dans une vidéo d'adieu diffusé sur Al Jazeera, dans cette vidéo les futurs terroristes du 11 septembre y figurent et jurent de devenir des martyrs sans pour cela dire comment. Hamza ne parle pas dans cette vidéo mais il semble plutôt étudier une carte et un manuel de vol.
Hamza fut l'un des neuf pirates de l'air à ouvrir un compte à la SunTrust Bank avec en dépôt de l'argent liquide aux alentours de juin 2001, il reçut aussi son permis de conduire en Floride le 27 juin 2001, le mois suivant il obtiendra 2 duplicatas, simplement en remplissant un formulaire de changement d'adresse, les 5 autres pirates recevront aussi des duplicatas de permis de conduire. Certains[Qui ?] pensent que cela a permis aux pirates de l'air d'utiliser plusieurs identités.
Hamza acheta lui-même son billet pour le vol 175 en utilisant sa carte de crédit, le FBI affirme qu'il aurait aussi acheté un billet pour le vol 7950 de Los Angeles à San Francisco bien que cela ne précise pas la date de ce vol.
Le 30 août, Hamza achète un billet pour Ahmed al-Ghamdi et ainsi que deux allers simples pour un vol Air Tran pour le 7 septembre pour aller de Fort Lauderdale à Boston, mais au lieu de cela Hamza ira avec Mohand à Newark dans le New Jersey avec des billets achetés 139,75 $ à l'agence de voyage Mile High travel à Lauderdale-by-Sea.
Hamza et Ahmed al-Ghamdi séjournent à l'hôtel Charles à Cambridge, Mass. Le 8 septembre, ils quittent cet hôtel et se rendent au Days Hotel et y restent jusqu'à l'attaque.

### Attentats du 11 septembre 2001
Le 11 septembre, il embarqua à bord du vol 175 United Airlines et s'assit en siège 9C. Une demi-heure après le décollage, il participa au détournement de l'avion, en repoussant les passagers à l'arrière de l'appareil. Marwan al-Shehhi prit les commandes de l'avion qui s'écrasa contre la tour sud du World Trade Center à 9 h 03.